# 南岸龙山宫
南岸龙山宫，位于中国福建省霞浦县溪南镇南岸村，为一个霞浦县级文物保护单位，类型为古建筑，公布时间为2010年11月。
南岸龙山宫建于清朝道光年间，完整保存了南方沿海地区特色的清代民间宫庙建筑和彩绘。